# Telephanus titschacki
Telephanus titschacki es una especie de coleóptero de la familia Silvanidae.

## Distribución geográfica
Habita en Guadalupe (Francia).